# Trevor Wilkinson
Pour les articles homonymes, voir Wilkinson.
Trevor Wilkinson, né le 10 octobre 1960 à Harare, est un joueur professionnel de squash représentant le Zimbabwe et l'Afrique du Sud. Il est champion d'Afrique du Sud en 1987 et 1988.

## Biographie
Il commence à jouer au squash à l'âge de treize ans à Harare et remporte le championnat d’Afrique du Sud amateur en 1981. Il représente l’Afrique du Sud au niveau international avant de défendre les couleurs du Zimbabwe. Il participe à deux championnats du monde en 1983 et 1984.

## Palmarès

### Titres
- Scottish Open : 1983
- Championnats d'Afrique du Sud: 2 titres (1987, 1988)